# Eitri
 For alternative betydninger, se Eitri (Marvel Comics).
Eitri (eller Sindre) er en dværg i nordisk mytologi, der er bror til Brokk.
Ifølge Skáldskaparmál væddede Loke, der havde fået fremstillet Sifs gyldne hår, Frejs skib Skidbladner og Odins spyd Gungner hos Ivaldesønnerne, at Brokk og Eitri ikke kunne fremstille noget der kunne matche disse tre genstande.
Eitri begyndte at arbejde ved essen mens hans bror passede blæsebælgen, men en flue begyndte at genere Brokk i et forsøg på at stoppe dem. Eitri formåede at skabe den gyldne gris Gyldenbørste, guldringen Draupner og til sidst hammeren Mjølner, der vandt væddemålet over Loke.
| Nordisk mytologi | Spire Denne artikel om nordisk religion og mytologi er en spire som bør udbygges. Du er velkommen til at hjælpe Wikipedia ved at udvide den. |